# Grand Prix Brasil de motociclismo de 1989
O Grand Prix Brasil de motociclismo de 1989 foi a última rodada da Temporada de MotoGP de 1989.Ocorreu no fim de semana de 15-17 setembro de 1989, no circuito de Goiânia.

## Relatório de corrida das 500 cc
Wayne Rainey tem que ganhar e Eddie Lawson tem que terminar entre os 11 primeiros, a fim de Lawson de perder o campeonato. Refletindo sobre o erro na Suécia que se transformou o campeonato.
| “ | É muito difícil dizer o que eu sinto.Eu me sinto como se tivesse sido espancado por todos no mundo, e eu me sinto tão para baixo e decepcionado comigo mesmo. Eu apenas senti que eu realmente me deixei para baixo eu e minha equipe. Você sabe, isso faz você se sentir um lixo. | ” |

Embora Lawson estava muito tranquilo para ganhar o campeonato, seguido por Kevin Schwantz e Rainey. Rainey passas por Schwantz. A superfície da pista é escorregadio, lado bom da corrida e que  Mick Doohan Fez uma grande corrida.
Na última volta, Schwantz ganha com uma diferença entre ele e Lawson, e Rainey chega em terceiro.

## 500 cc classification
| Pos | Piloto              | Fabricante | Tempo/Retirado | Pontos |
| --- | ------------------- | ---------- | -------------- | ------ |
| 1   | Kevin Schwantz      | Suzuki     | 46:44.390      | 20     |
| 2   | Eddie Lawson        | Honda      | +1.710         | 17     |
| 3   | Wayne Rainey        | Yamaha     | +11.220        | 15     |
| 4   | Mick Doohan         | Honda      | +19.120        | 13     |
| 5   | Ron Haslam          | Suzuki     | +24.250        | 11     |
| 6   | Kevin Magee         | Yamaha     | +33.420        | 10     |
| 7   | Wayne Gardner       | Honda      | +33.630        | 9      |
| 8   | Christian Sarron    | Yamaha     | +38.610        | 8      |
| 9   | Niall Mackenzie     | Yamaha     | +1:06.640      | 7      |
| 10  | Adrien Morillas     | Honda      | +1:10.020      | 6      |
| 11  | Randy Mamola        | Cagiva     | +1:11.650      | 5      |
| 12  | Rob McElnea         | Honda      | +1:12.430      | 4      |
| 13  | Alessandro Valesi   | Yamaha     | +1 Volta       | 3      |
| 14  | Damon Buckmaster    | Honda      | +1 Volta       | 2      |
| 15  | Juan Lopez Mella    | Honda      | +2 Voltas      | 1      |
| 16  | Francisco Gonzales  | Honda      | +3 Voltas      |        |
| 17  | Nicholas Schmassman | Honda      | +3 Voltas      |        |
| Ret | Vincenzo Cascino    | Suzuki     | Retirement     |        |
| Ret | Dominique Sarron    | Honda      | Retirement     |        |
| Ret | Pierfrancesco Chili | Honda      | Retirement     |        |